# Disepalum anomalum
Disepalum anomalum Hook.f. – gatunek rośliny z rodziny flaszowcowatych (Annonaceae Juss.). Występuje endemicznie na wyspie Borneo. 

## Morfologia
PokrójZimozielone drzewo lub krzew.
LiścieMierzą 9–10,5 cm długości oraz 3–4 cm szerokości.
KwiatyZebrane w kwiatostany, rozwijają się na szczytach pędów. Mają 4 płatki o łyżeczkowatym kształcie, są zrośnięte u podstawy.